# Hohlwellen-Antrieb
Hohlwellen-Antrieb (Duits) is een motorophangingsconfiguratie waarbij een as in een holle as (Hohlwelle) ligt, die ten opzichte van elkaar kunnen bewegen. De op die manier verkregen constructie zorgt ervoor dat de tractiemotor volledig (primair) geveerd kan worden opgehangen in het draaistelframe. Deze opstelling wordt in verschillende uitvoeringen gebruikt bij spoorgebonden tractievoertuigen.

## Principe

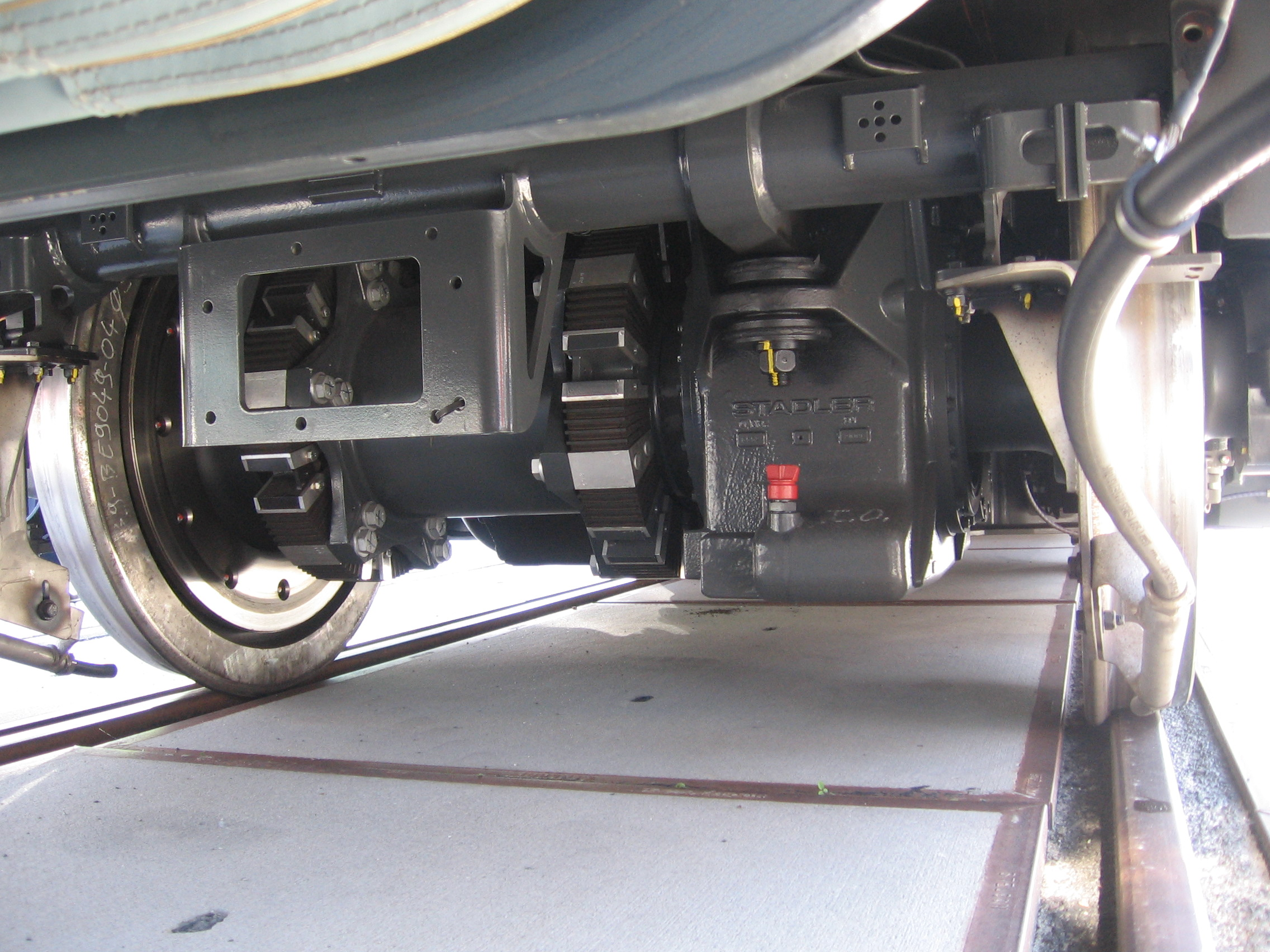
Kardan-Hohlwellen-Antrieb op een SBB RABe 511 dubbeldekstreinstel.

Hohlwellen-Antrieb is een overbrenging tussen een motoras en een aan te drijven as, waarbij deze ten opzichte van elkaar moeten kunnen bewegen, maar wel het draaimoment moeten doorgeven. Bij spoorvoertuigen gaat het dan om een volledig in het primair geveerde draaistel opgehangen tractiemotor, die zijn kracht moet overbrengen op de wielas. Hierbij zijn twee principieel verschillende uitvoeringen te onderscheiden, de 'gewone' Hohlwellen-Antrieb en de Kardan-Hohlwellen-Antrieb
Bij de 'gewone' uitvoering zit de holle as om de wielas. Aan beide kanten is de holle as flexibel verbonden met de wielas. Met een tandwielenoverbrenging wordt het draaimoment van de (parallel opgehangen) motoras overgedragen op deze holle as. Er zijn verschillende varianten, waarbij de verbindingen tussen de holle as en de wielas anders zijn uitgevoerd.
Bij Kardan-Hohlwellen-Antrieb zijn meerdere varianten mogelijk, waarbij de locatie van de holle as verschilt. In de meeste gevallen zit de holle as om de wielas, waarbij deze aan één kant ook met de wielas verbonden is en met de andere kant aan de tandwielenkast, die op zijn beurt met de tractiemotor verbonden is. In een andere uitvoering is de tandwielenkast met de wielas verbonden en is de ingaande as van de tandwielenkast hol uitgevoerd, de zogenaamde Ritzel-Hohlwellen-Antrieb. Ook is het een mogelijkheid dat de motoras hol is uitgevoerd als holle as, dit is bijvoorbeeld het geval bij de Koploper van de NS. Het nadeel van de twee laatstgenoemde uitvoeringen is dat de tandwielenkast ongeveerd is, waardoor de maximumsnelheid lager uitvalt.
De vering van deze motorophangingsconfiguratie komt uit de flexibele verbinding tussen de holle as en de as die daarin zit. Vroeger werd hiervoor vaak stalen veren gebruikt, tegenwoordig zijn het meestal staallamellen of hardrubber elementen. De holle as dient alleen maar om ruimte te winnen in de schaarse ruimte tussen de wielen. Om die reden bestaan er ook uitvoeringen, waarbij de hardrubber elementen aan de buitenkant van het wiel zijn geplaatst. Hierbij zijn de wielen niet volledig dicht, maar hebben gaten waardoor stalen pinnen steken, die de holle as met de verende elementen verbinden.
Ten opzichte van tramophanging heeft Hohlwellen-Antrieb het voordeel dat alleen het draaimoment wordt doorgegeven, maar alle andere bewegingen gedempt worden. Hierdoor krijgt de elektromotor tijdens het rijden geen stoten te verduren en daardoor zijn hogere maximumsnelheden mogelijk. Daar staat echter tegenover dat deze motorophangingsconfiguratie duurder is in aanschaf.

## Varianten

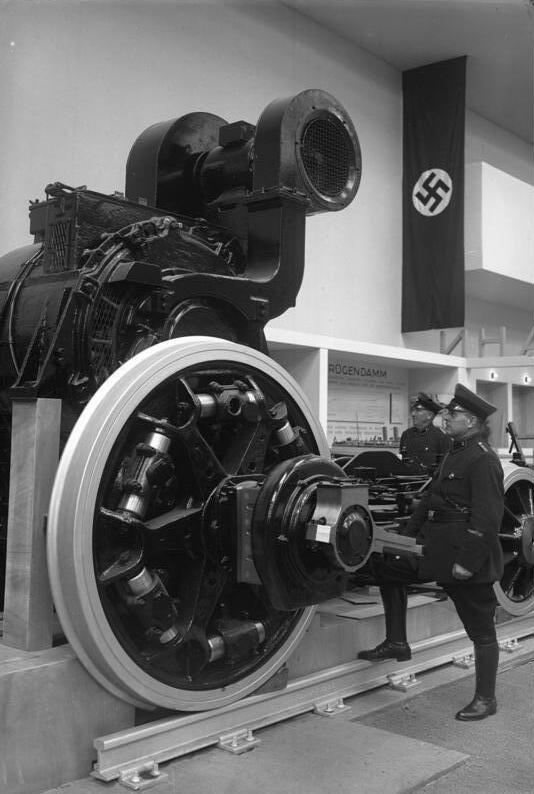
Federtopf-Antrieb bij een loc Baureihe E18.

### Federantrieb

#### Westinghouse-Federantrieb
Westinghouse-Federantrieb is een in 1912 ontwikkelde variant van de Hohlwellen-Antrieb gebouwd door Westinghouse. De vering tussen de holle as en de wielas is uitgevoerd met zes spiraalveren, die in de spaakwielen van de locomotief zijn geplaatst. Deze drijfwielen moesten redelijk groot zijn om ruimte te bieden voor deze veren.
Deze aandrijving werd onder andere toegepast bij de volgende locomotieven:

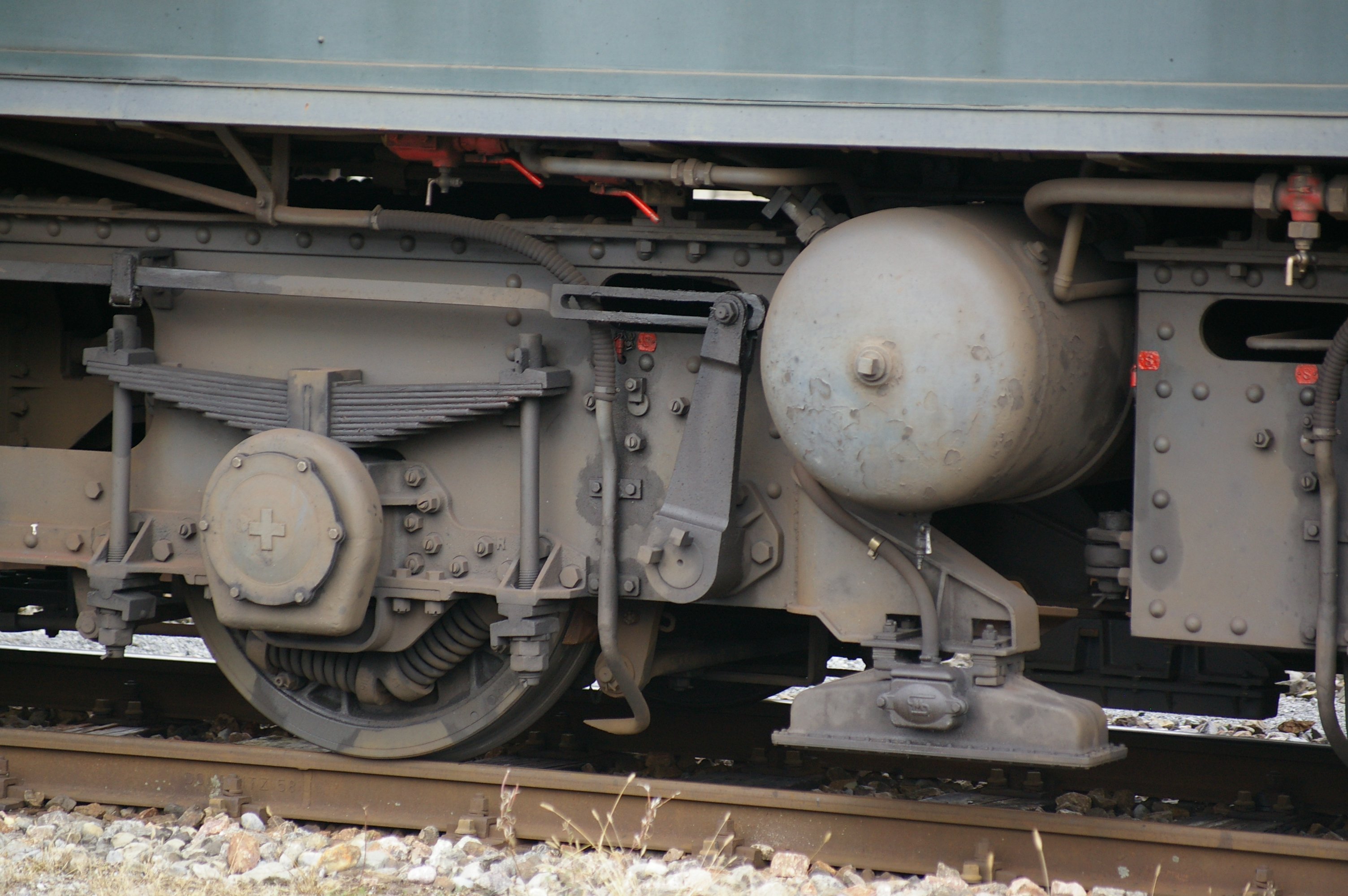
Sécheron-Federantrieb op een SAAS Be 4/4. Let op de schroefveren in het wiel.

- B&M Nr. 5000 bis 5006
- PRR GG1
- SBB Be 4/7
- SBB Ae 3/5
- SBB Ae 3/6III

#### Sécheron-Federantrieb
De Société Anonyme des Ateliers de Sécheron (SAAS) uit Genève ontwikkelde de Westinghouse-aandrijving verder. De zes spiraalveren werden vervangen door drie veren van een ander type. Dit had onder andere als voordeel dat er minder ruimte nodig was en daardoor de drijfwielen kleiner konden worden uitgevoerd.
Deze aandrijving werd onder andere toegepast bij de volgende locomotieven:
- BLS Ae 6/8
- BBÖ 1170, 1170.1 en 1170.2
- ÖBB 1040
- Be 4/4

#### Federtopf-Antrieb
Uit verdere ontwikkeling van de Westinghouse-aandrijving is de Federtopf-Antrieb, die door de Deutsche Reichsbahn op verschillende elektrische locomotieven is toegepast. Aan de holle as zijn een aantal (meestal zes) pinnen bevestigd, die tussen de spaken van het drijfwiel doorsteken. Aan de buitenkant van het wiel zitten aan elke pin twee stalen schroefveren die elk met een spaak verbonden zijn.
Omdat de veren na lang gebruik gevoelig werden voor veerbreuk, werden ze later steeds vaker door rubberen elementen vervangen. Op deze wijze was het ook mogelijk om de naar beneden bijgestelde maximumsnelheid van 120 km/h bij de Duitse elektrische locomotieven type E18 en E19 weer op de originele 140 km/h te brengen.
Deze aandrijving werd onder andere toegepast bij de volgende locomotieven:

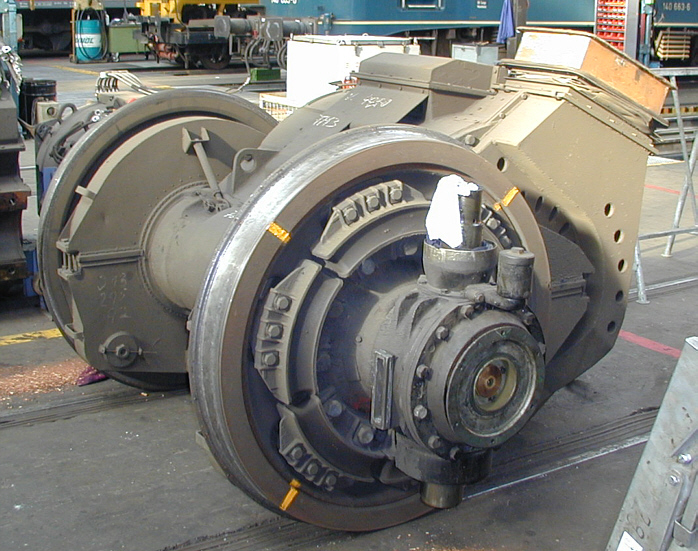
Aandrijfas met tractiemotor en Gummiringfederantrieb van een locomotief Baureihe 140.

- Baureihe E04
- Baureihe E17
- Baureihe E18
- Baureihe E19

### Gummiringfederantrieb
De overgang op hardrubberen elementen (Gummiring-Feder) ter vervanging van de staalveren leidde tot de Gummiringfederantrieb. Hierbij zitten aan de buitenkant van het wiel een aantal (meestal zes) rubberelementen die met de holle as om de wielas zijn verbonden door middel van pinnen (meenemers) die door gaten in het wiel steken. Aan de holle as zitten aan weerszijden twee grote tandwielen, die aangedreven worden door de tandwielen die aan beide zijden van de tractiemotor zitten. Het gewicht van dit geheel rust deels op het draaistelframe en deels op de holle as. De maximumsnelheid bij deze configuratie ligt rond de 160 km/h, daarboven is de kans dat de verende elementen breken te groot. Het voordeel van rubberelementen tegenover staalveren is dat er een kleinere inbouwruimte nodig is en dat schommelingen beter gedempt worden.
Deze aandrijving werd onder andere toegepast bij de volgende locomotieven:
- Einheitslocomotieven van de DB
  - Baureihe 110
  - Baureihe 140
  - Baureihe 141
  - Baureihe 150 (tweede serie, BR 150.2)

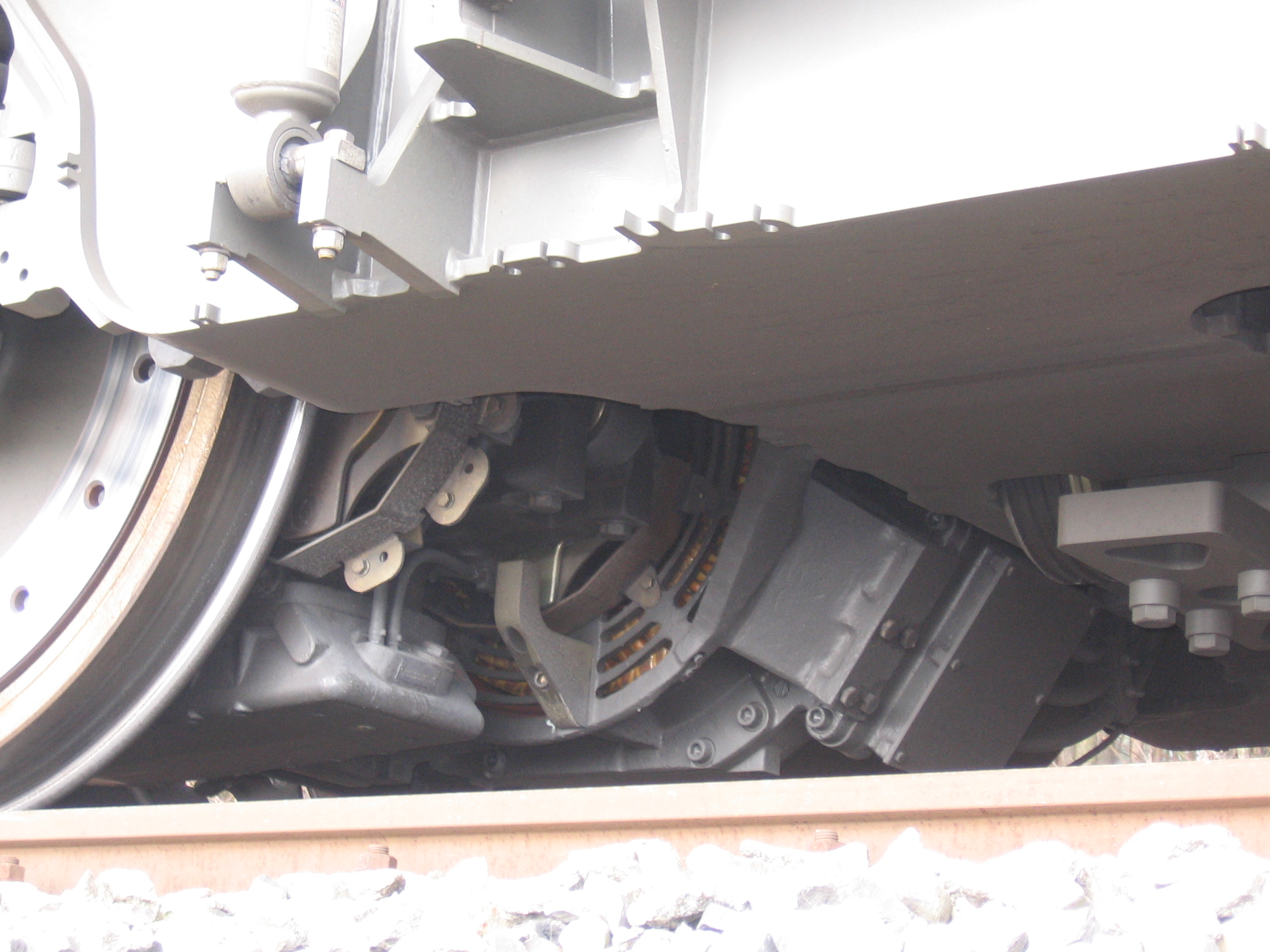
Ritzelhohlwellenantrieb en tractiemotor bij een Vectron locomotief.

- DB Baureihe 111
- DB Baureihe 151

### Ritzelhohlwellenantrieb
Een tandwieloverbrenging is een vast onderdeel van de overbrenging bij spoorvoertuigen. Meestal bestaat deze uit twee tandwielen, een kleine op de ingaande as, en een grote op de uitgaande. Bij Ritzelhohlwellenantrieb (Engels: pinion hollow shaft drive) is de ingaande as hol. Daarbinnen zit een andere as die aan één kant met de holle as is verbonden en aan de andere kant met de motoras. Deze verbindingen zijn flexibel uitgevoerd door de toepassing van staallamellen. Dit geeft een motorconfiguratie, waarbij de tractiemotor wel volledig afgeveerd in het draaistelframe is opgehangen, maar de tandwielenkast ongeveerd is.
Deze aandrijving wordt onder andere toegepast door Siemens Rail Systems bij de volgende locomotieven:

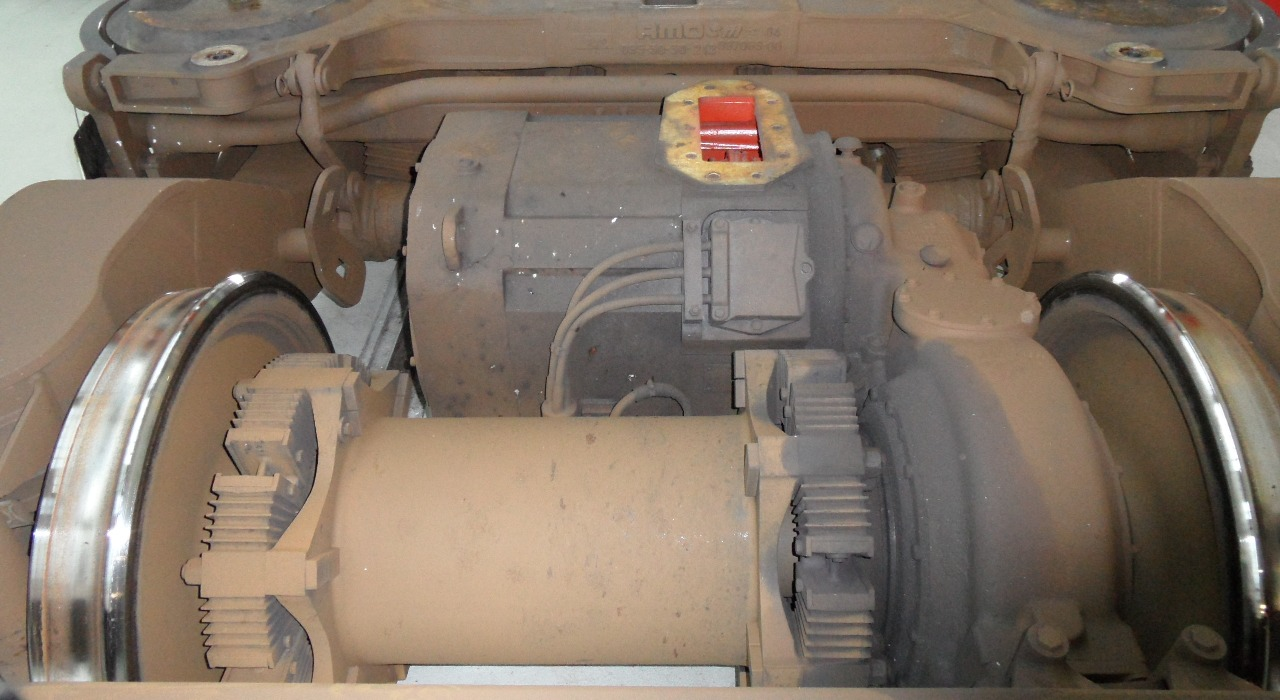
Motordraaistel met Kardan-Hohlwellen-Antrieb van een VIRM dubbeldekker.

- Siemens ER20 Hercules
- Siemens Vectron

### Kardan-Hohlwellen-Antrieb / Kardan-Gummiringfederantrieb
Wanneer de holle as om de wielas heen zit, waarbij deze aan één kant verbonden is met de wielas en aan de andere kant met de tandwielenkast, dan spreekt men van Kardan-Hohlwellen-Antrieb. Meestal worden de flexibele verbindingen met de holle as uitgevoerd met hardrubberen elementen, waarbij men dan ook wel spreekt van Kardan-Gummiringfederantrieb. Omdat zowel de tractiemotor als de tandwielenkast volledig afgeveerd zijn opgehangen in het draaistelframe, wordt deze techniek veel gebruikt bij rollend materieel dat een hoge maximumsnelheid heeft, dat wil zeggen snelheden van 160 km/h of hoger.
Deze varianten zijn onder andere toegepast bij de volgende tractievoertuigen:
- Elektrische locomotieven Taurus
  - ÖBB 1016/1116; Kardan-Gummiringfederantrieb
  - ÖBB 1216; Kardan-Hohlwellen-Antrieb
- Elektrische locomotieven van de DB
  - Baureihe 101
  - Baureihe 103
- Elektrische locomotieven HLE 18 van de NMBS[4]
- Dubbeldekstreinstellen Stadler KISS
- Dubbeldekstreinstellen VIRM van de NS